# Beverly Hills, 90210 (5.ª temporada)
A quinta temporada de Beverly Hills, 90210, uma série de televisão dramática para adolescentes americanos, começou a ser exibida em 7 de setembro de 1994 na rede de televisão Fox. A temporada terminou em 24 de maio de 1995 após 32 episódios. Esta temporada segue a turma durante seu segundo ano na faculdade, pois lidam com questões que jovens adultos enfrentam, como relacionamentos, problemas financeiros, famílias disfuncionais, paternidade, abuso de drogas, política, lesões, auto-imagem, agressão sexual e violência doméstica.
A quinta temporada foi ao ar nas noites de quarta-feira às 8 / 9c nos Estados Unidos, com uma média de 14,7 milhões de telespectadores por semana. A temporada foi lançada em DVD como um conjunto de oito discos sob o título de Beverly Hills, 90210: A Quinta Temporada em 29 de julho de 2008 pela CBS DVD.
Esta é a primeira temporada de Tiffani Thiessen como Valerie Malone e esta é a última temporada de Gabrielle Carteris, Mark Damon Espinoza, Carol Potter e James Eckhouse como regulares do elenco como seus personagens Andrea Zuckerman, Jesse Vasquez, Cindy Walsh e Jim Walsh, respectivamente.

## Visão geral
Nesta temporada, os problemas de Dylan com álcool e drogas voltam após os eventos do final da 4ª temporada. Brenda decide ficar na escola de teatro em Londres, deixando seu quarto na casa dos Walsh vago. Cindy e Jim pegam a filha de sua amiga Valerie (que não é tão inocente quanto parece). Esta temporada também marca o início do after-hours club do Peach Pit, After Dark, inicialmente dirigido por Steve.

## Elenco

### Estrelando
- Jason Priestley como Brandon Walsh (31 episódios)
- Jennie Garth como Kelly Taylor (30 episódios)
- Ian Ziering como Steve Sanders (31 episódios)
- Gabrielle Carteris , como Andrea Zuckerman-Vasquez (28 episódios)
- Luke Perry como Dylan McKay (32 episódios)
- Brian Austin Green como David Prata (32 episódios)
- Tori Spelling como Donna Martin (32 episódios)
- Mark Damon Espinoza como Jesse Vasquez (26 episódios)
- Tiffani Thiessen como Valerie Malone (32 episódios)
- Carol Potter como Cindy Walsh (31 episódios)
- James Eckhouse como Jim Walsh (29 episódios)

### Também Estrelando
- Joe E. Tata como Nat Bussichio
- Kathleen Robertson como Clare Arnold
- Jamie Walters como Ray Pruit

### Recorrente
- Ann Gillespie como Jackie Taylor
- Christine Elise como Emily Valentine
- Nicholas Pryor como Chanceler, Milton Arnold
- Jed Allan como Rush Sanders
- Casper Van Dien como Griffin Pedra
- Jeffery Rei como Charley Rollins
- James C. Victor como Pedro Tucker

## Episódios
| N.º na série | N.º na temp. | Título                                               | Dirigido por        | Escrito por                                                                                             | Exibição original       | Cód. de produção | Audiência (milhões) |
| ------------ | ------------ | ---------------------------------------------------- | ------------------- | --- | ----------------------- | ---------------- | ------------------- |
| 113          | 1            | "What I Did on My Summer Vacation and Other Stories" | Michael Lange       | Charles Rosin & Larry Mollin                                                                            | 7 de setembro de 1994   | 2194110          | 21.2                |
| 114          | 2            | "Under the Influence"                                | Scott Paulin        | Chip Johannessen                                                                                        | 14 de setembro de 1994  | 2194111          | 16.2                |
| 115          | 3            | "A Clean Slate"                                      | Bethany Rooney      | Richard Gollance                                                                                        | 21 de setembro de 1994  | 2194112          | 17.9                |
| 116          | 4            | "Life after Death"                                   | James Whitmore, Jr. | Jessica Klein & Steve Wasserman                                                                         | 28 de setembro de 1994  | 2194113          | 18.5                |
| 117          | 5            | "Rave On"                                            | David Semel         | Larry Mollin                                                                                            | 5 de outubro de 1994    | 2194114          | 17.0                |
| 118          | 6            | "Homecoming"                                         | Gilbert M. Shilton  | Meredith Stiehm                                                                                         | 12 de outubro de 1994   | 2194115          | 18.0                |
| 119          | 7            | "Who's Zoomin' Who?"                                 | Gabrielle Beaumont  | Karen Rosin                                                                                             | 19 de outubro de 1994   | 2194116          | 15.5                |
| 120          | 8            | "Things that Go Bang in the Night"                   | Jason Priestley     | Chip Johannessen                                                                                        | 26 de outubro de 1994   | 2194117          | 18.4                |
| 121          | 9            | "Intervention"                                       | Daniel Attias       | Jessica Klein & Steve Wasserman                                                                         | 2 de novembro de 1994   | 2194118          | 18.0                |
| 122          | 10           | "The Dreams of Dylan McKay"                          | Scott Paulin        | Charles Rosin                                                                                           | 9 de novembro de 1994   | 2194119          | 19.3                |
| 123          | 11           | "Hate is Just a Four Letter Word"                    | Les Landau          | Roteiro por: Charles Rosin História por: Richard Gollance                                               | 16 de novembro de 1994  | 2194120          | 17.1                |
| 124          | 12           | "Rock of Ages"                                       | David Semel         | Larry Mollin                                                                                            | 23 de novembro de 1994  | 2194121          | N/A                 |
| 125          | 13           | "Up in Flames"                                       | Gilbert M. Shilton  | Meredith Stiehm                                                                                         | 30 de novembro de 1994  | 2194122          | 17.0                |
| 126          | 14           | "Injustice for All"                                  | Michael Lange       | Karen Rosin                                                                                             | 14 de dezembro de 1994  | 2194123          | 16.9                |
| 127          | 15           | "Christmas Comes This Time Each Year"                | Richard Lang        | Roteiro por: Max Eisenberg História por: Steve Wasserman & Jessica Klein                                | 21 de dezembro de 1994  | 2194124          | 15.6                |
| 128          | 16           | "Sentenced to Life"                                  | Jack Bender         | Roteiro por: Jessica Klein & Steve Wasserman História por: Ian Ziering, Jessica Klein & Steve Wasserman | 4 de janeiro de 1995    | 2194125          | 17.7                |
| 129          | 17           | "Sweating it Out"                                    | Jason Priestley     | Chip Johannessen                                                                                        | 11 de janeiro de 1995   | 2194126          | 15.3                |
| 130          | 18           | "Hazardous to Your Health"                           | James Whitmore, Jr. | Larry Mollin                                                                                            | 18 de janeiro de 1995   | 2194127          | 16.5                |
| 131          | 19           | "Little Monsters"                                    | James Eckhouse      | Meredith Stiehm                                                                                         | 1 de fevereiro de 1995  | 2194128          | 16.0                |
| 132          | 20           | "You Gotta Have Heart"                               | Gilbert M. Shilton  | Max Eisenberg                                                                                           | 8 de fevereiro de 1995  | 2194129          | 15.3                |
| 133          | 21           | "Stormy Weather"                                     | Bethany Rooney      | Roteiro por: Lana Freistat Melman História por: Larry Mollin                                            | 15 de fevereiro de 1995 | 2194130          | 15.8                |
| 134          | 22           | "Alone at the Top"                                   | Victor Lobl         | Steve Wasserman & Jessica Klein                                                                         | 22 de fevereiro de 1995 | 2194131          | 16.6                |
| 135          | 23           | "Love Hurts"                                         | Gilbert M. Shilton  | Roteiro por: Ken Stringer História por: Larry Mollin                                                    | 1 de março de 1995      | 2194132          | 15.5                |
| 136          | 24           | "Unreal World"                                       | David Semel         | Roteiro por: Meredith Stiehm História por: Larry Mollin                                                 | 15 de março de 1995     | 2194133          | 15.9                |
| 137          | 25           | "Double Jeopardy"                                    | Richard Lang        | Christine Elise McCarthy & Sam Sarkar                                                                   | 29 de março de 1995     | 2194134          | 14.8                |
| 138          | 26           | "A Song for My Mother"                               | Chip Chalmers       | Max Eisenberg                                                                                           | 5 de abril de 1995      | 2194135          | 14.5                |
| 139          | 27           | "Squash It"                                          | Les Landau          | Escrito por: Phil Savath História por: Larry Mollin                                                     | 12 de abril de 1995     | 2194136          | 13.3                |
| 140          | 28           | "Girls on the Side"                                  | Victor Lobl         | Meredith Stiehm                                                                                         | 3 de maio de 1995       | 2194137          | 11.4                |
| 141          | 29           | "The Real McCoy"                                     | Jason Priestley     | Roteiro por: Charles Rosin História por: Larry Mollin & Charles Rosin                                   | 10 de maio de 1995      | 2194138          | 11.4                |
| 142          | 30           | "Hello Life, Goodbye Beverly Hills"                  | James Whitmore, Jr. | Jessica Klein & Steve Wasserman                                                                         | 17 de maio de 1995      | 2194139          | 13.6                |
| 143          | 31           | "P.S. I Love You: Part 1"                            | Victor Lobl         | Larry Mollin & Chip Johannessen                                                                         | 24 de maio de 1995      | 2194140A         | 17.1                |
| 144          | 32           | "P.S. I Love You: Part 2"                            | Victor Lobl         | Larry Mollin & Chip Johannessen                                                                         | 24 de maio de 1995      | 2194140B         | 17.1                |

## Trilha sonora
Beverly Hills 90210: The College Years, foi lançado no início da 5 ª temporada, mas a arte da capa foi da quarta temporada e os figurinos foram da temporada 4 episódio "Twenty Years Ago Today".

## Classificações
| Temporada | Horário             | Estréia da temporada  | Final de temporada | Temporada de TV | Classificação | Espectadores (em milhões) |
| --------- | ------------------- | --------------------- | ------------------ | --------------- | ------------- | ------------------------- |
| 5º        | Quarta-feira, 8/9 C | 7 de setembro de 1994 | 24 de maio de 1995 | 1994-1995       | #46           | 14.7                      |

## Lançamento do DVD
O lançamento em DVD da quinta temporada foi lançado nas Regiões 1, 2 e 4. O lançamento tem todos os episódios da 5ª temporada, mas ao contrário dos outros lançamentos da temporada, ele não tem nenhum recurso especial.
| A Quinta Temporada |                        |          |        |
| Detalhes | Detalhes               | Detalhes | Extras |
| - 32 episódios - 1370 minutos (Região 1); 1370 minutos (Região 2); - Conjunto de 8 discos - Proporção 1.33:1 - Idiomas: - Inglês (Dolby Digital 2.0 Surround) - Legendas: - Inglês, holandês, norueguês, dinamarquês, finlandês, sueco e francês (Região 1) |                        |          |        |
| Datas de lançamento |                        |          |        |
| Estados Unidos | Reino Unido            |          |        |
| 29 de julho de 2008 | 9 de fevereiro de 2009 |          |        |